# سیارک ۳۹۷۴۱
سیارک ۳۹۷۴۱ (به انگلیسی: 39741 Komm، نامگذاری:1997AT6) سی و نه هزار و هفتصد و چهل و یکمین سیارک کشف شده‌است که در ۹ ژانویه ۱۹۹۷ کشف شد.